# Palau ai Giochi della XXXIII Olimpiade
Palau ha partecipato ai Giochi della XXXIII Olimpiade, svoltisi a Parigi dal 26 luglio all'11 agosto 2024, con una delegazione di 3 atleti, un uomo e due donne, in due discipline.

## Delegazione
| Sport            | Uomini | Donne | Totale |
| ---------------- | ------ | ----- | ------ |
| Atletica leggera | 0      | 1     | 1      |
| Nuoto            | 1      | 1     | 2      |
| Totale           | 1      | 2     | 3      |

## Risultati

### Atletica leggera
| Q | Qualificato al turno successivo per la posizione in qualificazione                                                           |
| q | Qualificato per il turno successivo per ripescaggio o, negli eventi su campo, conquistando la misura minima per qualificarsi |

Femminile
Eventi su pista e strada
| Atleta           | Evento | Preliminari | Preliminari | Batteria        | Batteria        | Semifinale      | Semifinale      | Finale          | Finale          |
| Atleta           | Evento | Risultato   | Posizione   | Risultato       | Posizione       | Risultato       | Posizione       | Risultato       | Posizione       |
| ---------------- | ------ | ----------- | ----------- | --------------- | --------------- | --------------- | --------------- | --------------- | --------------- |
| Sydney Francisco | 100 m  | 13"15       | 7ª          | non qualificata | non qualificata | non qualificata | non qualificata | non qualificata | non qualificata |

### Nuoto
Maschile
| Atleta     | Evento            | Batterie | Batterie  | Semifinali      | Semifinali      | Finale          | Finale          |
| Atleta     | Evento            | Tempo    | Posizione | Tempo           | Posizione       | Tempo           | Posizione       |
| ---------- | ----------------- | -------- | --------- | --------------- | --------------- | --------------- | --------------- |
| Jion Hosei | 50 m stile libero | 25"67 PB | 53º       | non qualificato | non qualificato | non qualificato | non qualificato |

Femminile
| Atleta     | Evento            | Batterie | Batterie  | Semifinali      | Semifinali      | Finale          | Finale          |
| Atleta     | Evento            | Tempo    | Posizione | Tempo           | Posizione       | Tempo           | Posizione       |
| ---------- | ----------------- | -------- | --------- | --------------- | --------------- | --------------- | --------------- |
| Yuri Hosei | 50 m stile libero | 30"52 PB | 64ª       | non qualificata | non qualificata | non qualificata | non qualificata |